# 天間バスストップ

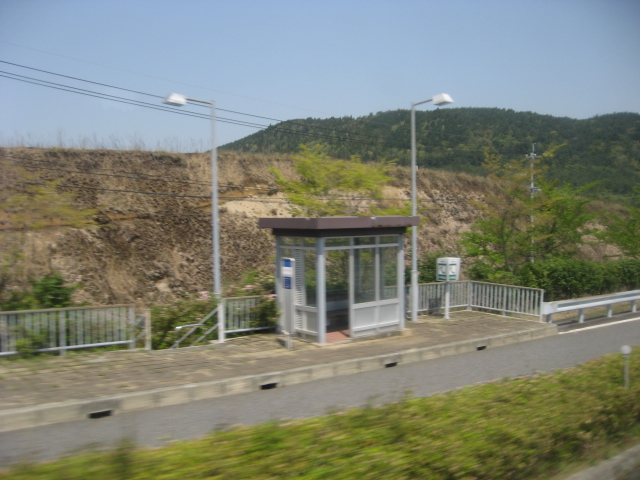
天間バスストップ(下り線)

天間バスストップ（あままバスストップ）は、大分県別府市大字南畑の大分自動車道上（鳥栖JCTから102.1km地点）にあるバス停留所である。バス事業者の間では、高速天間（こうそくあまま）という名称が使われており、一般的にはこの通称名で呼ばれている。
周辺には九州自然動物公園アフリカンサファリ、陸上自衛隊十文字原演習場があるが、人家は一切ない。かつては「とよのくに号」・「サンライト号」の各停便が停車していたが、2015年7月1日のダイヤ改正で「サンライト号」が停車しなくなり、さらに同年12月21日のダイヤ改正で「とよのくに」も停車しなくなったため、現在は当停留所に停車する高速バスはない。

## のりかえ
- 亀の井バス「堀の口」バス停（約500m）